# Kobori Nanrei Sōhaku

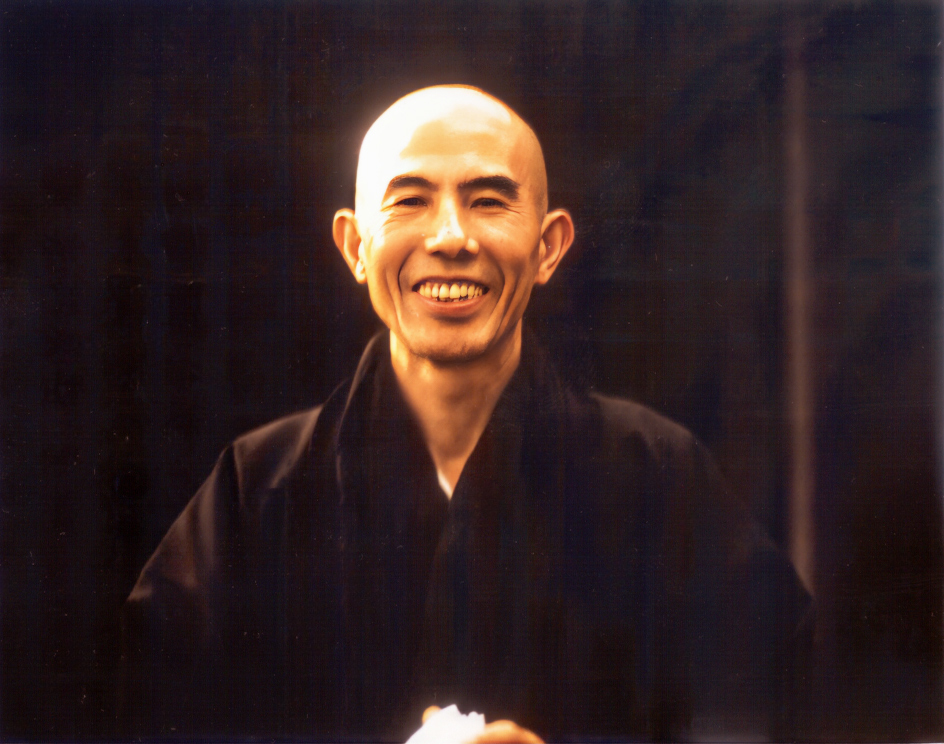
Kobori Nanrei Sōhaku

Kobori Nanrei Sōhaku (1918-1992) fue un religioso japonés, seguidor de la escuela Rinzai Zen y antiguo abad del monasterio Ryōkōin, parte del templo Daitoku-ji en Kioto, Japón. Era estudiante de Daisetz Teitaro Suzuki y hablaba con fluidez el inglés. Se hizo conocido por practicar con regularidad sesshins a las cuales acudían numerosos estadounidenses hasta la década de 1980.
- Datos: Q6424480
- Multimedia: Kobori Nanrei Sohaku / Q6424480